# MSC Seascape
MSC Seascape è una nave da crociera di proprietà della compagnia di navigazione MSC Crociere è la seconda nave della classe Seaside Evo, ha una gemella: MSC Seashore.

## Caratteristiche
MSC Seascape è lunga 339 metri, larga 41, può trasportare 5877 passeggeri e riesce ad arrivare a 22.4 nodi di velocità massima.

## Servizio
L'annuncio dell'ordine effettuato da parte di MSC a Fincantieri per questa e altre navi risale al 2017, durante la consegna di MSC Seaside. La nave è stata consegnata il 16 novembre 2022.

## Nave gemella
- MSC Seashore